# Romeo & Juliet (miniserie 1994)
Romeo & Juliet  è una miniserie televisiva britannica in cinque puntate andata in onda nel 1994, adattamento dell'omonima tragedia di William Shakespeare.

## Episodi
La miniserie è costituita da cinque episodi, trasmessi nel Regno Unito dal 13 gennaio al 9 febbraio 1994 su Channel 4.